# 武汉生物工程学院
武汉生物工程学院是中华人民共和国设立的第一所生物工程类普通本科二批高校，也是截至2011年湖北省内唯一有学士学位授予权的独立民办普通本科高校。武汉地铁21号线（阳逻线）在此高校附近有站点。

## 发展历史
1993年，武汉生物工程学校创建。
2000年，学校升格为武汉生物工程职业技术学院。
2001年，湖北药检高等专科学校药学系整体并入。
2005年，学校升格为普通本科院校并更名为武汉生物工程学院。
2008年，经教育部批准，学校获得学士学位授予权。
2010年，学校与华中农业大学联合开办研究生培养项目。
2012年，学校接受并通过了教育部本科教学工作合格评估。
2014年底，学校与华中农业大学、湖北工业大学等两所高校签署了相关协议，正式启动联培研究生工作。
2018年，学校接受并通过了教育部本科教学工作审核评估。

## 学院设置
- 生命科学与技术学院
- 药学院
- 管理学院
- 机械与电子工程学院
- 建筑工程学院
- 外国语学院
- 化学与环境工程学院
- 园林园艺学院
- 食品科技学院
- 计算机与信息工程学院
- 艺术与设计学院
- 体育学院